# リバーサルオーケストラ
『リバーサルオーケストラ』は2023年1月11日から3月15日まで、日本テレビ系「水曜ドラマ」枠にて放送されたテレビドラマ。主演は民放GP帯連続ドラマ初主演となる門脇麦と田中圭。
神奈川フィルハーモニー管弦楽団が劇中の「児玉交響楽団」として撮影に全面協力している。

## あらすじ

### 第1話
谷岡初音は、元天才バイオリニストであったが、10年前に演奏活動を止め、正体を隠して西さいたま市の職員として勤務していた。そんなある日、西さいたま市長の常葉修介は地元オーケストラの「児玉交響楽団」が新ホールの杮落とし公演を満席にすると口走ってしまったことから、ドイツでマエストロとして活動する息子の常葉朝陽を呼び戻し、オーケストラの立て直しを依頼する。そんな朝陽は、市職員の初音が元天才バイオリニストであると気付くと、彼女を楽団専属の広報兼、コンマスに任命する。

### 第2話
フルート首席の庄司蒼は玉響だけでは食べて行けず、バイトの掛け持ちで遅刻の常習犯であり、急遽決まった西さいたま市の中学校吹奏楽発表会で演奏する「威風堂々」の練習にも身が入らない。蒼は現状を打開するためS響のオーディションを受けるが不合格となり、父親の病気を機に、一度は家業の造園業を継ぐことを考えるが、初音からリモート環境でフルートのレッスン講師を務める提案をされ、オーケストラに留まることを決める。既に賃貸マンションを引き払い住むところのない蒼に、朝陽は防音室のある初音の自宅に下宿することを提案する。

### 第3話
中学校吹奏楽発表会の4日前に、次期市長の座を狙う市議の本宮雄一の横槍で玉響のティンパニー奏者が東都フィルに引き抜かれる。朝陽は初音に都内のライブハウスにいる、ある人物をスカウトするよう指示を出す。初音は、ライブハウスでドラム演奏する人物が、自分が初めてリサイタルをした際の元S響のティンパニー奏者・藤谷耀司であると気付き、当時、彼のティンパニー演奏で不安が解消したと告げる。藤岡は一旦は初音のスカウトを断るが、オーケストラ時代の楽譜を見返すうち、交響楽への興味を取り戻し、玉響への入団を決意する。10年ぶりの舞台演奏に初音は不安になるが、団員たちの笑顔と朝陽の「一人じゃない。僕たちはオーケストラです。」という言葉に勇気を取り戻す。

### 第4話
玉響は、ヴィオラトップサイドの桃井みどりの娘で受験生の桃井亜美が在学する高校で、ヴィオラがソロを演奏するように編曲した「Mela!」を演奏する。亜美は玉響の仲間と一緒に楽しそうに演奏する母の姿を見て、父親が求める国立の一橋大学への進学ではなく、私立大学に進学し、高校の仲間たちと大学でもチアリーディングを続けることを決意する。

### 第5話
玉響は本宮の嫌がらせで練習場が使えなくなり、朝陽の実家の酒蔵で国立大ホールでのバレンタイン・ガラで演奏する「カルメン組曲」を練習する。朝陽の昔馴染みの音楽雑誌編集者・後藤かおりが酒蔵に現れ、曲目に定演で初音がソロを担当する「チャイコン」を選ばなかったのは、初音の練習が進まないためかと尋ねる。朝陽は初音に各パートの首席の力量を高めて初音一強の状態から脱する目的で「カルメン組曲」を選んだと話す。かおりは初音に、高階フィルとのトラブルでスランプに陥った朝陽に音楽の道を進む決意をさせたのは、天才少女時代の初音が楽しそうに演奏する姿だったと明かす。

### 第6話
チェロ首席の佐々木玲緒は「天才」である初音や朝陽に劣等感を感じ、練習を欠席するが、自主練習をしていたカラオケボックスを朝陽の指示で訪れた藤岡から自分たちは凡才だが好きなことをシャカリキになって努力する才能があると説得され復帰する。玉響は本宮の妨害工作でバレンタイン・ガラの開演時間に遅刻し、ステージでの演奏ができなくなり急遽ロビーで演奏を行うが、その演奏を目撃した世界的な音楽評論家のアントニオ・ヴァルディから、遅刻を叱責されたものの演奏は高評価される。バレンタイン・ガラの帰りのバス駐車場で、蒼は楽団員がいる前で初音をハグし、彼女に交際を申し込む。

### 第7話
初音は幼馴染の人気ヴァイオリニスト・三島彰一郎から朝の生番組への出演を依頼される。長野から初音の両親・丈雄と祥子が白菜を持って突然現れるが、見知らぬ蒼が居たため驚かされる。初音は朝陽に誘われ高階藍子が開いた指揮者の三島光太郎との食事会に出席し、同席する彰一郎から「こちらの世界に来ないでほしい」と告げられショックを受ける。初音はチャイコンが思い通り弾けない重圧を団員たちに吐き出し、練習を飛び出したため、朝陽から叱責される。朝陽の言葉に発奮した初音は母から応援する際の定番料理のミートボールを振舞われ、チャイコンの練習に励む。生番組で彰一郎から突然ヴァイオリンの演奏を求められた初音は、チャイコンのカデンツァを演奏するうち笑顔になり、彰一郎は「自分は初音に戻ってきて欲しかったのかも知れない」と吐露する。玉響は市議会の予算審議でやり玉にあげられ、次の定演で満席でなければ解散という話になるが、初音は正規の団員となることを決意し、玉響を解散させないと宣言する。

### 第8話
オーボエ首席の穂刈良明は認知症の妻・冴子を自宅で介護しつつ演奏を続けてきたが、夜の街を徘徊し警察に保護されるようになったことから、介護に専念するため玉響の退団を考える。別の日、冴子は夫に弁当を届けると玉響の練習場に現れ、そこで出会った朝陽を夫と思い込む騒動を起こす。良明は娘・喜美子の勧めもあり、冴子を老人ホームで介護してもらうことを決心し、玉響に残留する。冴子は老人ホーム入所初日に開かれた音楽会で、良明の吹く「愛の挨拶」を聞き、自分たちの結婚式でその曲を演奏したことを思い出したのか、彼のオーボエ演奏に合わせ、ピアノ伴奏の素振りをみせる。初音と彰一郎のツーショット写真がネットにアップされ「つきあったらいいんじゃないですか」と話す朝陽に、初音は「私はあなたが好きなので」と応える。

### 第9話
玉響は定期演奏会を満席にすべくSNSに宣伝動画をアップし、事務局長の小野田隼は徹夜で自作した玉響のマスコット・たまちゃんの着ぐるみを着て駅前でチラシを配るなどし集客に励んだ結果、チケットを完売させ団員たちは安堵する。しかし本宮は玉響のスタッフを騙り、印刷会社に嘘の開演時間を印字させたチケットを印刷させていたことから、定演が満席になることはないと不敵な笑みを浮かべる。セカンドヴァイオリン首席の土井琢郎は本宮のスパイのフリをし、どうでもいい情報を流し玉響を守っていたことから、彼に出し抜かれたことに思わず声を上げるが、朝陽から演奏ではなく相手と同じレベルで張り合っていたことを注意される。玉響の団員たちは関係者に協力してもらい、当日の正規の開演時間を宣伝してもらうなどして定演を開催するが、満席にあと5名足らず解散が決定する。団員たちは途方に暮れるが、定演の評判で高階フィルと玉響の対決の期待が高まると、一部の市議が玉響を解散させたクレームが来ることを恐れ、市のイメージダウンにつながるとの名目で解散を先延ばしする意見を挙げたことで、杮落とし公演への出演が決まる。

### 最終話
新ホールの杮落としの日に朝陽はホールに現れない。朝陽は高階と本宮に対し、高階フィルの指揮者に就任し、杮落とし公演の指揮をコンマスの初音に任せると約束し、玉響の解散延期を取り付けていたのだ。常葉市長から事情を聞かされた初音は高階フィルを指揮する三島光太郎に予定を変更し先に演奏してもらうよう交渉し、朝陽に指揮をさせるべく彼を迎えに行く。玉響存続のため頑なに説得に応じない朝陽に「指揮をしなくても良いから演奏を見届けて欲しい」と初音は訴え、ホールに連れ出すことに成功すると、朝陽は玉響の一同から「朝陽が指揮しなければ我々は演奏しない」と嘆願されたことで高階との約束を撤回し、「チャイ5」を指揮をする。プロの審査票が二分する中、玉響は観客投票で僅差ながらオーケストラ対決に勝利し、存続の道を勝ち取ることに成功する。

## キャスト

### 主要人物
谷岡初音（たにおか はつね）
演 - 門脇麦（12歳時：青木凜花、8歳時：寺田藍月）
本作の主人公。元天才ヴァイオリニスト。10年前、突如表舞台から姿を消し、現在は西さいたま市役所・広報広聴課の職員として働いている。正体がバレぬよう、眼鏡をかけていた。
専属の広報担当の肩書で朝陽に児玉交響楽団へコンマス（コンサートマスター）として招聘される。
常葉朝陽（ときわ あさひ）
演 - 田中圭（幼児期（写真）：瀬脇碧斗）
児玉交響楽団の変人マエストロ。ドイツを拠点に音楽活動を行っていたが、現職の西さいたま市長である父・修介から玉響立て直しを依頼され、玉響のコンマスに初音を招聘する。
音大生時代に音楽活動に思い悩んでいた際、音楽を楽しむ初音の姿に感銘を受け、音楽家として生きていく決意を立てている。

### 児玉交響楽団
西さいたま市を拠点とする地方の交響楽団。通称：玉響。
佐々木玲緒（ささき れお）
演 - 瀧内公美（幼少期：夏野琴子）
恋多きチェロ首席。勘違いして朝陽に一目惚れする。
少女時代に天才チェリストと騒がれた過去を持つが、プレッシャーに負け挫折している。
名前は天才チェリストのロストロポーヴィチのミドルネーム「レオポリドヴィチ」にあやかり、両親につけられた。
本命の男性に告白するときは髪の毛をアップにする。
本音をぶつけて楽団に連れ戻しに来てくれた藤谷と、「人一倍努力家」という共通点から出逢って1か月でスピード結婚する。
庄司蒼（しょうじ あおい）
演 - 坂東龍汰（幼少期：森本陸斗）
フルート首席。玉響の給料だけでは食べて行けず、バイトを掛け持ちして練習に遅刻するため、初音からオンラインでのフルートのレッスンコーチの仕事を提案され、防音室のある初音の実家に下宿する。
玉響のメンバー全員の前で初音にハグして交際を申し込むが、好きな人（朝陽）がいることを理由に振られてしまう。
桃井みどり（ももい みどり）
演 - 濱田マリ
受験生を抱える母でもあるヴィオラトップサイド。
穂刈良明（ほかり よしあき）
演 - 平田満（若いころ：浦脇健太 ）
オケ最年長のオーボエ首席。S響出身だが、親の介護を契機に地元の玉響に移籍している。
妻が認知症を患い介護のため玉響を退団しようとしたが、娘に説得され介護ホームに入居させる道を選び、入居初日にホームで開かれた音楽会で妻との思い出の曲『愛の挨拶』を演奏する。
土井琢郎（どい たくろう）
演 - 前野朋哉
セカンドヴァイオリン首席。クラシックオタク。
本宮市議に玉響の情報をリークする内通者のふりをし、本宮の妨害工作を阻止していたが、相手と同じレベルで対応して演奏練習に集中しなかったことを朝陽に注意される。
二男一女の父親で、子供の学費のために高階フィルに玉響の3倍の給料で移籍する話を本宮市議から持ち掛けられるが、長男が玉響グッズを集めるほどのファンだっため、断った。
松本弓香（まつもと ゆみか）
演 - 行平あい佳
第1ヴァイオリン（トップサイド）。裏アカでオタクな内容のSNSを発信していたが、土井に発見されている。
ヨーゼフ
演 - ロイック・ガルニエ
トランペット首席。超楽天家のムードメーカー。
藤谷耀司（ふじたに ようじ）
演 - 渋川清彦（第3話 - ）
朝陽の指示で探し出したティンパニ奏者。都内のライブハウスでドラムを叩いていたが、実はS響出身。
21年前に共演している初音から誘いを受け、久しぶりに五線譜を読み返し交響楽への興味を取り戻し玉響へ参加する。
プレッシャーから練習場に来なくなった玲緒に本音をぶつけて連れ戻したことを切っ掛けに、彼女と出逢って1か月でスピード結婚する。
小野田隼（おのだ はやて）
演 - 岡部たかし
玉響の事務局長。父は朝陽の実家の家業「常葉酒造」の元番頭。
朝陽の要請で初音を探し当て、地方公務員法に抵触するヴァイオリン教室の副業を指摘し、初音が玉響へ参加する状況に誘導する。
玉響のマスコット・たまちゃんの着ぐるみを徹夜で作り上げチラシ配りをするなど、定期演奏会を満席にすべく集客に尽力する。

### 初音の家族
谷岡奏奈（たにおか かんな）〈21〉
演 - 恒松祐里（幼少期：渡邉愛乃）
初音の妹。初音と2人暮らし中。城東大学経済学部経営学科3年生。
幼い頃に心臓の持病で倒れたのを契機に、初音がヴァイオリン演奏を辞めたことに責任を感じ、姉の音楽活動の再開を願っていた。
玉響を宣伝するSNSの広報担当として、玉響に関わることになる。
谷岡祥子、谷岡丈雄
演 - 奥貫薫、利重剛
初音と奏奈の両親。2年前に長野県佐久市に移住し、家庭菜園を楽しみ、セカンドライフを満喫中。
不調な初音を見かね、夫婦そろって西さいたま市に戻ってくる。祥子は初音が幼いころ、練習やコンサートを頑張る際によく振舞ったミートボールを調理する。

### 朝陽の関係者
常葉修介（ときわ しゅうすけ）
演 - 生瀬勝久
朝陽の父。西さいたま市長。
西さいたま市のシンフォニーホールのこけら落としとなる4月の玉響のコンサートが満員にならなければ市長を辞職すると本宮市議に啖呵を切ったため、息子の朝陽を日本に呼び戻し、演奏に難がある玉響の立て直しをお願いする。しかし後日、本宮市議からシンフォニーホールの楽団のフランチャイズ契約をかけ、高響とのコンペでの対決をけしかけられると、負けた場合は玉響を解散すると断言してしまう。
常葉康子
演 - 石野真子
朝陽の母。急病で倒れたとドイツで活動する朝陽に連絡が入るが、玉響立て直しのために彼を日本に呼び戻すための狂言であった。
後藤かおり
演 - 相武紗季（第4話 - 第6話・第9話 ・最終話）
音楽雑誌「フェルマータ」の副編集長。朝陽が音大時代にコンクールで優勝したのを取材した時からの知り合い。
朝陽との仲の良さから玲緒に恋のライバルと警戒されたが、既婚者で二児の母親であった。

### 周辺人物
三島彰一郎（みしま しょういちろう）
演 - 永山絢斗（9歳時：平野絢規）
日本屈指の人気ヴァイオリニスト。初音とは幼い頃に共にヴァイオリンを習った幼馴染。
かつて出場した年齢・性別分けされていないコンクールで初音に勝てたことがなく、彼女をライバル視しており、彼女の10年ぶりの復帰に少なからず動揺する。
本宮雄一（もとみや ゆういち）
演 - 津田健次郎
市議会議員。次期市長の座を狙い、常葉市長の評価を落とそうと、彼が力を入れる玉響の活動をことあるごとに邪魔する。
高階藍子（たかしな あいこ）
演 - 原日出子
スーパーゼネコン「高階組」の会長。日本一と名高い「高階フィル」のオーナー。西さいたま市のシンフォニーホールの建設にも関わる。
本宮の働きかけもあり、朝陽に高響の常任指揮者への就任をオファーする。
三島光太郎
演 - 加藤雅也（第4話 - 最終話）
彰一郎の父親。世界的なマエストロ。10年前、初音との初共演の際、彼女にステージから逃げられている。玉響に注目していた初音が参加していることを知り、藍子からのオファーもあり、シンフォニーホールのフランチャイズ契約をかけたコンペで高響のマエストロを務めることを了承する。
上条あかり
演 - 街田しおん（第2話・第4話）
彰一郎の母親。有名ヴァイオリニスト。

### ゲスト

#### 第1話
堤朋久
演 - ミスターちん（第2話）
西さいたま市役所・広報広聴課の課長。初音の上司。
霧島留美
演 - 榊原有那（第2話）
西さいたま市役所・広報広聴課の職員。初音の後輩。
平松
演 - 榊原徹
玉響の指揮者。玉響の演奏の気力のなさに、市民コンサートの途中で指揮を止めて退場してしまう。
太田
演 - 福田薫（U字工事）
玉響のコンマス。指揮者の平松が市民コンサートを途中退場し、他の楽団員から指示を要請されるが狼狽し、玉響を辞めてしまう。
水谷有紗
演 - 塩澤怜香
初音のヴァイオリン教室の教え子。コンクールで緊張しないよう、「トイトイトイ」と胸を叩くおまじないを初音に教えてもらう。
有紗の母
演 - 長田涼子

女性スタッフ
演 - グンターマン・マイコ
ドイツの交響楽団のスタッフ。朝陽に彼の母・康子が倒れたと日本から連絡があったと伝える。
白井昌也
演 - 川守田政人（第2話 - 第4話・第6話・最終話）
本宮市議の取り巻きの市議。玉響の活動を快く思っていない。
黒木修
演 - 森下亮（第2話 - 第4話・第6話・第8話・最終話）
本宮市議の取り巻きの市議。常葉市長をこき下ろし、次期市長は本宮だと彼に胡麻をする。

#### 第2話
益島慎
演 - 丈太郎
蒼の友人。音大の院生。父親のカードで銀座の割烹で蒼と岩田を交え、食事会を行う。
岩田
演 - 井阪郁巳
蒼の友人。吹奏楽部の顧問。
貫井剛
演 - 春海四方（第9話）
蒼のアルバイト先の一つである工事現場のスタッフ。蒼が複数のバイトを掛け持ちしていることを初音に教える。
後に蒼のフルート演奏を目当てに、定期演奏会を鑑賞に訪れてくれる。
庄司恵子
演 - 伊勢志摩（第9話・最終話）
蒼の母。バイトを掛け持ちし、フルート奏者の給料だけで食べていけない蒼の生活を心配する。
夫の功が初期のガンを患ったことから、蒼に玉響を辞め実家の造園業を継ぐことを涙ながらに訴える。
庄司功
演 - 大宮将司（最終話）
蒼の父。造園業の社長。蒼に庭師の仕事を継がせるつもりがフルート奏者の道を選ばれ、親子の仲を拗らせる。
朝陽に玉響の見学に誘われフルート演奏する息子の姿を見て、自分も頑張らなければいけないと蒼を応援するようになる。
時任
演 - 永岡卓也
ピアニスト。あかりと共に彰一郎のコンサートを訪れる。
秘書
演 - 遊屋慎太郎（第7話・第8話・最終話）
高階の秘書。彰一郎のコンサートが近年稀にみる盛況ぶりだと高階に報告する。

#### 第3話
日地谷更紗（ひじや さらさ）
演 - 鈴木絢音（乃木坂46）（第6話・第9話）（幼少期：高田梨音〈第2話〉）
蒼が小学生の頃、父と造園の仕事で訪れた施主の家の娘。彼女のフルート演奏の音色に感動し、蒼はフルート奏者を志すようになる。
木之崎
演 - 篠崎史門（第1話・第2話）
玉響のティンパニ奏者。本宮市議の横槍で東都フィルにスカウトされ、あいさつもなく突然、玉響を辞めてしまう。
大塚潔
演 - 小林博（第4話・第7話）
彰一郎のマネージャー。
藤谷耀司のバンド仲間
演 - 青沼詩郎、園田航、渡部敬汰

#### 第4話
桃井亜美（ももい あみ）
演 - 凛美（第5話・第9話・最終話）
みどりの一人娘。高校3年生で大学受験真っ只中。チアリーディング部で活動するが、父親から国立大進学を厳命され、プレッシャーを感じる。
自分を支えるためと玉響の活動を自粛しようとする母・みどりに楽団の仕事に誇りはないのかと問いかけるが、玉響の穂刈からみどりは楽団の縁の下の力持ちと教えられ、高校に受験生の応援に来た玉響でのみどりの演奏に感動し、私立に進学して友人たちとチアを続けたいと吐露する。
桃井浩一
演 - 森岡豊（最終話）
みどりの夫。娘・亜美に国立の一橋大学進学を厳命し、みどりの玉響での活動を仕事として見てくれず、亜美の受験を応援するように告げる。
及川
演 - 周本絵梨香
亜美の担任。自宅に防音室がないためカラオケ店で演奏練習するみどりが夜遊びしているとPTAから誤解され、みどりを学校に呼び出し、受験生の亜美の支えになるように今は趣味は控えるようにしたほうがよいのではと告げる。
石橋萌、下田エリ
演 - 羽瀬川なぎ（第5話・第9話）、深尾あむ（第5話・第9話）
亜美の同級生。チア部の仲間。亜美に玉響のSNSの楽団員紹介が面白いと動画を見せるが、みどりが登場し、亜美の母親ではないかと驚く。
玉響が受験生の応援で高校を訪問すると、亜美からみどりは母親であると紹介される。
医師
演 - 酒井康行
夜中に腹痛で倒れた亜美がストレス性の胃腸炎を患っていると診断する。
校長
演 - 石黒久也
受験生の応援のため、演奏に訪れた玉響に感謝する。
前園
演 - 伊藤浩志
「フェルマータ」の編集部員。かおりの部下。
女学生
演 - 川島夕空（第3話）、大森愛莉（第9話）
彰一郎のファンの女学生。玉響を観に来た彰一郎に気付いて騒ぐ。

#### 第5話
小森廉太郎
演 - 山中聡（第6話）
音楽ライター。天才ヴァイオリン少女と騒がれた初音に「才能のある人は忘れない」と言っておきながら、かつて取材したことのある少女時代に天才チェリストと騒がれた玲緒のことを覚えていなかった。名前は作曲家・滝廉太郎にあやかり、両親につけられている。
高階誠也
演 - 大村わたる
「高階組」の社長。藍子の息子。
本間サチ
演 - 吉田幸矢
三島家の家政婦。
常葉家の長女
演 - 愛由（写真）
常葉家の次女
演 - 米盛仁香（写真）
カメラマン
演 - 中村無何有（最終話）
雑誌「フェルマータ」のカメラマン。玉響を密着取材する。
役員
演 - 小井土一章、尾花かんじ
高階組の役員たち。高響が田舎の中規模ホールとの契約を進める意義について藍子と議論し、地域貢献することで公共工事の受注につなげる戦略的狙いがあるとの説明を受ける。
老人たち
演 - 小高三良、春延朋也
シルバー 囲碁将棋倶楽部のメンバー。公民館の補修工事の間、玉響の練習場である多目的ホールを本宮市議から斡旋され、感謝する。

#### 第6話
御子柴
演 - 名倉右喬
「松風観光バス」のバス運転手。運行部長の指示で玉響をバレンタインガラコンサートの会場である横浜の「国立大ホール」でなく、西東京の「くにたちホール」に輸送する。
運行部長
演 - 佐々木省三
「松風観光バス」の運行部長。本宮市議の密命で動いた黒木市議からの指示で、玉響を別会場の「くにたちホール」に輸送させる妨害工作をバス運転手に実行させる。
高峰
演 - 馬上亮
バレンタイン・ガラ・コンサート2023の運営スタッフ。一向に到着しない玉響にしびれを切らせ、彼ら抜きでコンサートを開演する。
アントニオ・ヴァルディ
演 - マヌ
音楽評論家。辛口評論家で低評価を受けた交響楽団を解散に追い込むほどの影響力を持つ。
国立大ホールのバレンタイン・ガラ・コンサートを鑑賞に現れ、穴をあけた玉響を楽団失格と失望するが、ホールのロビーでコンサートの休憩時間に玉響がゲリラ演奏した「カルメン組曲」を目撃し、遅刻などのマイナス要素を加味して玉響を2.8と評価するが、遅刻がなければ3.8の評価で、純粋な演奏評価は高響の3.5を超える高評価を下す。
主催者
演 - 佐野啓
バレンタイン・ガラ・コンサート2023の主催者。ヴァルディに「玉響は星いくつもらえるか楽しみ」と語る。
石田泰尚
演 - 石田泰尚（本人役・写真出演）（最終話）
バレンタイン・ガラ・コンサート2023出演のヴァイオリニスト。
最終話ではコンペの審査員。

#### 第7話
河野
演 - 紺野菜実子（第8話）
玉響の第2オーボエ奏者。交響曲第5番「運命」のオーボエのソロパートを首席オーボエの穂刈から変わるよう朝陽から指示されるが、「首席は荷が重い」と重圧を感じる。
岩田、森
演 - 岩田絵里奈、森圭介（日本テレビアナウンサー）
彰一郎と初音が出演したテレビ番組『マッシュ』の司会者。
生徒
演 - 鈴木梓以來
蒼がリモートで教えるフルートの生徒。

#### 第8話
穂刈冴子
演 - 宮崎美子（若いころ：藤下栞）
穂刈の妻。若いころは夫のオーボエ演奏にピアノで伴奏していたが、現在は認知症で夫のことを義母（穂刈の母親）を往診していた医師と誤認するようになっており、夜中に夫にお弁当を渡すと家を抜け出し、警察に保護される。別の日には玉響の練習場に同じようにお弁当を届けに現れ、朝陽のことを夫と誤認する。
認知症の義母の介護経験から、自身が認知症になった際は介護ホームに任せるようにと、娘の喜美子に託けていた。
夫と誤認する朝陽に付き添われ介護ホームに入居し、入居初日に開かれた音楽会で夫が演奏する二人の思い出の曲『愛の挨拶』に反応し、ピアノを伴奏する素振りを見せる。
香取喜美子
演 - 内田慈
穂刈夫妻の娘。父が演奏練習に出かけた間、母の様子を見るため実家を訪れるが、買い物に行きヘルパーが目を離した隙に徘徊される。
母が団員たちにも迷惑をかけるようになったことから、現実を鑑みひとりで母の面倒を見ず、介護ホームの助けを得るよう父を説得する。
警察官
演 - 山田諭
冴子を保護した交番の警察官。穂刈の自宅に冴子を送り届ける。

#### 第9話
沖村礼（おきむら れい）
演 - 金子隼也（最終話）
ヨーゼフの交際相手。若者に人気の映像クリエイター。定期演奏会の集客に向け、ヨーゼフのトランペット演奏の映像を作成しSNSにアップする。
大門（おおかど）
演 - 寺門篤之
定期演奏会で演奏する「運命」の演奏者の配置の件で朝陽から相談を受け、朝陽との話し合いで「運命」初演時の配置がベストと判断する。
礼の仲間
演 - 中屋柚香
本宮市議が印刷会社に伝えた嘘の開演時間がチケットに記載される妨害を受けたため、定期演奏会の開演時間が18時でなく、17時であることを街の人たちに宣伝する。
土井の子どもたち
演 - 詫摩和樹（最終話）、馬場應吏（最終話）、外薗明依（最終話）
土居の二男一女の子どもたち。長男はグッズを集めるほどの玉響のファン。

#### 最終話
係員
演 - 上島信彦
玉響に出番だと声をかける西さいたまシンフォニーホールの係員。
審査員
演 - 田賀浩一朗
玉響と高階フィルのコンペの審査員。

## スタッフ
- 脚本 - 清水友佳子[1]
- 音楽 - 清塚信也、啼鵬[73]
- 演出 - 猪股隆一、小室直子、鈴木勇馬[1]
- 音楽監修 - 新井鷗子[20]
- オーケストラ監督 - 榊原徹
- オーケストラ監修 - 沼尻竜典[74]
- 演奏収録指揮 - 田中祐子[74]
- ヴァイオリン演奏 - 高木凛々子[75]、崎谷直人[76]
- ヴァイオリン指導 - 上地芙実、三木希生子
- ヴィオラ指導 - 中村紀代子
- チェロ指導 - 上地さくら[7]
- フルート指導 - 青沼愛[77]
- オーボエ指導 - 山内ことね[78]
- オーボエ演奏 - 古山真里江[79]
- ティンパニ指導 - 篠崎史門、長井リッキー祐一
- 指揮指導協力 - 水戸博之（指揮）、江上菜々子（ピアノ）、相川陽子（ピアノ）
- 編曲 - 大橋晃一[80]
- オーケストラ協力 - クライス音楽事務所[81]
- 脚本協力 - 川滿佐和子
- 医療監修 - 中澤暁雄
- 法律監修 - 川滿健太郎
- チーフプロデューサー - 三上絵里子[1]
- プロデューサー - 鈴間広枝、松山雅則[1]
- 制作協力 - トータルメディアコミュニケーション
- 製作著作 - 日本テレビ

## 放送日程
| 話数                                                                        | 放送日  | サブタイトル                                     | ラテ欄                                                                | 演出     | 視聴率 |
| --------------------------------------------------------------------------- | ------- | ------------------------------------------------ | --------------------------------------------------------------------- | -------- | ------ |
| #1                                                                          | 1月11日 | 元天才ヴァイオリニストは、ポンコツオケの救世主!? | 逆転劇開幕 元・天才バイオリニストの地方公務員はポンコツ楽団の救世主!? | 猪股隆一 | 6.8%   |
| #2                                                                          | 1月18日 | ポンコツ改造計画スタート!仲間の窮地を救え!       | 安月給で生活できない!? 地方オケの問題児を救え                         | 猪股隆一 | 6.6%   |
| #3                                                                          | 1月25日 | ポンコツ玉響の初舞台!!新メンバー加入!?           | 波乱の初舞台 敵は豚汁!? 団員逃亡でスカウト作戦                        | 猪股隆一 | 6.2%   |
| #4                                                                          | 2月01日 | 家庭か音楽か… 悩む団員を救え!!                   | 頑張れ受験生 家庭と音楽… ママ団員の選択とは!?                         | 小室直子 | 6.3%   |
| #5                                                                          | 2月08日 | 最強コンビ崩壊!? 波乱の酒蔵合宿!!                | 練習場がナイ 最強コンビ崩壊!? 波乱の酒蔵合宿                          | 鈴木勇馬 | 6.5%   |
| #6                                                                          | 2月15日 | 恋が動き出す! 情熱のカルメン本番!!               | 凡人よ才能の壁を超えてゆけ!! 恋のカルメン本番                         | 猪股隆一 | 6.3%   |
| #7                                                                          | 2月22日 | 天才、完全復活へ!!幼なじみと直接対決!            | 幼なじみ対決仲間と自分を信じて…天才、覚醒!!                           | 鈴木勇馬 | 6.7%   |
| #8                                                                          | 3月01日 | 妻に捧げる愛の曲に涙…! ついに恋も急展開!         | 愛する妻へ… 伝えたい想いを乗せて涙の演奏会!!                          | 猪股隆一 | 6.6%   |
| #9                                                                          | 3月08日 | 存続をかけた“運命”の演奏会!!告白の行方は!?       | 存続をかけた”運命”の演奏会!!告白の行方は                              | 鈴木勇馬 | 6.4%   |
| #10                                                                         | 3月15日 | 感動の最終回！ポンコツよ、永遠に！！             | 最終決戦!!消えた指揮者連れ戻せ 感動の大舞台                           | 猪股隆一 | 6.8%   |
| 平均視聴率 6.5%（視聴率はビデオリサーチ調べ、関東地区・世帯・リアルタイム） |         |                                                  |                                                                       |          |        |

## スピンオフドラマ
『ビハインドオーケストラ』のタイトルで、動画配信サービス「Hulu」にて、3月1日の第8話放送終了後から配信。全3話。
玉響メンバーたちの密かな恋模様を描いたビハインド（裏側）ストーリー。

### キャスト（スピンオフドラマ）
- 佐々木玲緒 - 瀧内公美[85]（#1）
- 藤谷耀司 - 渋川清彦[85]（#1）
- 谷岡初音 - 門脇麦[86]（#1、#2、#3）
- 常葉朝陽 - 田中圭[87]（#1、#2、#3）
- 谷岡奏奈 - 恒松祐里[85]（#2、#3）
- 小野田隼 - 岡部たかし[87]（#2）
- 土井琢郎 - 前野朋哉[87]（#2）
- 庄司蒼 - 坂東⿓汰 （#3）

### スタッフ（スピンオフドラマ）
- 脚本 - 川滿佐和子[86]
- 演出 - 瀬野尾一、塚田芽来[86]
- チーフプロデューサー - 三上絵里子[86]
- プロデューサー - 鈴間広枝、松山雅則[86]
- 制作協力 - トータルメディアコミュニケーション
- 制作著作 - 日本テレビ

### 配信日程（スピンオフドラマ）
| 各話 | 配信日  | サブタイトル           | 演出     |
| ---- | ------- | ---------------------- | -------- |
| #1   | 3月01日 | プロポーズは、突然に。 | 瀬野尾一 |
| #2   | 3月08日 | オトコたちの恋愛相談室 | 瀬野尾一 |
| #3   | 3月15日 | 同居解消セレナーデ     | 塚田芽来 |

## 関連商品
サウンドトラック
日本テレビ系水曜ドラマ リバーサルオーケストラ オリジナル・サウンドトラック（2023年3月8日、VAP、VPCD-86436）
- 全作曲・編曲：清塚信也、啼鵬

| #         | タイトル                                   | 作詞  | 作曲・編曲 | 時間  |
| --------- | ------------------------------------------ | ----- | ---------- | ----- |
| 1.        | 「リバーサルオーケストラ -Opening Theme-」 |       |            | 00:30 |
| 2.        | 「リバーサルオーケストラ -Main Theme-」    |       |            | 04:24 |
| 3.        | 「玉響カンタービレ」                       |       |            | 04:18 |
| 4.        | 「初音とヴァイオリン」                     |       |            | 02:19 |
| 5.        | 「崖っぷちだけど、音楽が好き」             |       |            | 02:36 |
| 6.        | 「マエストロ朝陽」                         |       |            | 03:46 |
| 7.        | 「ボロロ」                                 |       |            | 03:02 |
| 8.        | 「常葉のバディネリ」                       |       |            | 01:59 |
| 9.        | 「高階の鐘」                               |       |            | 03:05 |
| 10.       | 「Tuning of Furies」                       |       |            | 04:18 |
| 11.       | 「基礎が大切」                             |       |            | 00:41 |
| 12.       | 「玉響のために」                           |       |            | 01:45 |
| 13.       | 「この街に棲む魔女」                       |       |            | 02:12 |
| 14.       | 「秘めた才能の踊り」                       |       |            | 01:27 |
| 15.       | 「日本一のオーケストラへの道」             |       |            | 02:44 |
| 16.       | 「追憶のニムロッド」                       |       |            | 04:22 |
| 17.       | 「Follow My Dreams」                       |       |            | 02:25 |
| 18.       | 「天才ヴァイオリニストは目覚める」         |       |            | 02:24 |
| 19.       | 「夢見る舞台」                             |       |            | 02:35 |
| 20.       | 「解散への警鐘」                           |       |            | 02:17 |
| 21.       | 「Espressivo」                             |       |            | 02:18 |
| 22.       | 「人生を変える演奏」                       |       |            | 03:43 |
| 23.       | 「気まぐれな楽器」                         |       |            | 02:24 |
| 24.       | 「玉響楽団員の望みの喜びよ」               |       |            | 01:31 |
| 25.       | 「好きなことを続けたい」                   |       |            | 04:22 |
| 26.       | 「暗雲立ち込める」                         |       |            | 02:31 |
| 27.       | 「Fiord Bossa Nova」                       |       |            | 02:33 |
| 28.       | 「魔王の指揮にて」                         |       |            | 01:11 |
| 29.       | 「リバーサルオーケストラ -Anxiety-」       |       |            | 01:47 |
| 30.       | 「リバーサルオーケストラ -Finale-」        |       |            | 02:23 |
| 合計時間: | 合計時間:                                  | 78:03 |            |       |

```
その2023年2月21日に
横浜みなとみらいホール
にて、「リバーサルオーケストラ・スペシャルコンサート」が開催された
[
88
]
[
89
]
。神奈川フィルハーモニー管弦楽団による演奏が行われ、門脇、田中、本作の音楽を手掛けている清塚がゲストで登場した
[
88
]
[
90
]
[
89
]
。公演当日は
動画配信サービス
「
Hulu
」でも生配信され、終了後は同年3月31日まで見逃し配信された。
[
90
]
[
89
]
。
```